# Batrachyla fitzroya
Batrachyla fitzroya é uma espécie de anfíbio anuro da família Batrachylidae. Não foi ainda avaliada pela Lista Vermelha do UICN. Está presente na Argentina.